# Erasmus Ransford Tawiah Madjitey

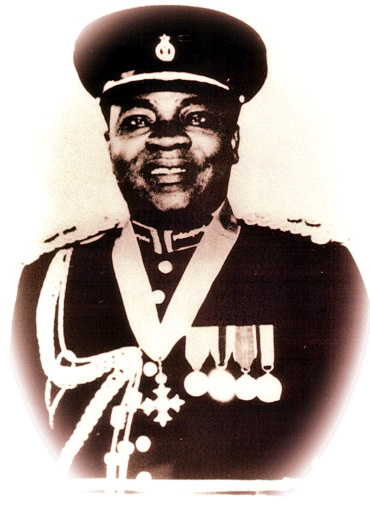
Erasmus Ransford Tawiah Madjitey

Erasmus Ransford Tawiah Madjitey (* 11. November 1920 in Aframase; † 23. Februar 1996) war ein Polizeiführungsoffizier, Diplomat und Politiker. Am 9. Oktober 1958 wurde E. R. T. Madjitey in der damaligen Goldküste als erster Ghanaer Polizeipräsident der ghanaischen Polizei (Ghana Police Service). Gleichzeitig war er erster Afrikaner südlich der Sahara in einem vergleichbaren Posten.

## Ausbildung und Herkunft
Madjitey wurde in Aframase im Manya Krobo District in der Eastern Region in Ghana als fünftes von sieben Kindern des lokalen Häuptlings (Chief), Asafoatse Madjitey I. und einer seiner drei Frauen Ogbeko Madjitey geboren. Er wuchs zwischen 1928 und 1930 bei seinem Onkel J. A. Okumador auf und besuchte die presbyterianische Junior Secondary School in Odumase-Krobo sowie später die presbyterianische Senior Boys Secondary School in Bana Hill. Am Adisadel College und später an der Mfantsipim School beendete er seine höhere Schulbildung im Jahr 1936 und wechselte an das Achimota College, die Vorgänger-Ausbildungsstätte der Universität von Ghana. Hier beendete er sein Studium mit dem Inter BA mit Auszeichnung im Jahr 1940. Im Jahr 1949 heiratete er Vera Scales.

## Polizeikarriere
Nach einer kurzen Lehrtätigkeit an der Accra Academy in den Fächern Mathematik und Latein trat Madjitey im Jahr 1948 in den Polizeidienst der Goldküste ein. Er wurde damit einer der ersten Afrikaner im Dienst der Polizei unter kolonialer Verwaltung. Während seiner Dienstzeit war er unter anderem als Wachtmeister (Constable) beim Objektschutz für den Regierungssitz in Christiansborg eingesetzt worden. Vom damaligen Premierminister Kwame Nkrumah noch vor der Unabhängigkeit des Staates Ghana wurde Magjitey am 9. Oktober 1958 zum Polizeipräsidenten der ghanaischen Polizei (Commissioner of Police) berufen. Er wurde damit Amtsnachfolger des Briten Arthur Lewin Alexander. Sein Amtsnachfolger wurde John Willie Kofi Harlley.
Aufgrund eines Attentats durch einen Polizeiwachtmann Seth Ametewe ließ Nkrumah Madjitey und weitere sechs höchste Polizeiführungskräfte im Januar 1964 aus dem Amt entlassen und später auf der Basis des Detention Acts in Haft setzten. Erst nach dem erfolgreichen Militärputsch vom 24. Februar 1966 durch die Mitglieder des National Liberation Council wurde er aus der Haft entlassen.

## Diplomat und Politiker
Madjitey wurde nach seiner Haftentlassung durch die Militärregierung des National Liberation Council zum Botschafter Ghanas in Pakistan Ende 1966 ernannt und verblieb im Diplomatischen Dienst bis ins Jahr 1969. Nach seiner Rückkehr nach Ghana schloss er sich Komla Agbeli Gbedemah und dessen National Alliance of Liberals zu den Wahlen 1969 an. Bei den Wahlen zum Parlament im Jahr 1969 wurde er für den Wahlkreis Manya Krobo Mitglied des ghanaischen Parlaments, bis dieses im Jahr 1972 durch einen erneuten Militärputsch aufgelöst wurde. Zwischen 1970 und 1972 war Madjitey neben seinem Parteiamt und dem Sitz im Parlament auch Mitglied des Council of State (Staatsrates). Zwischen 1970 und 1972 war Madjitey Führer der gesamten Opposition, die sich in der neu gegründeten Justice Party vereinigt hatte.
Die Militärdiktatur unter Ignatius Kutu Acheampong leitete ab 1977 die Idee einer Einheitsregierung zwischen Militär und Polizei ein, um den Demokratisierungsprozess weiter zu unterbinden und die Militärherrschaft zu sichern. Madjitey und andere führende Oppositionelle wie Albert Adu Boahen, Victor Owusu, Akwasi Afrifa und Obed Asamoah gründeten ein Bündnis gegen die Pläne der Einheitsregierung mit dem Namen Peoples Movement for Freedom and Justice (PMFJ). Madjitey wurde neben weiteren Mitglieder des PMFJ in Haft genommen. Erst nach dem Palastcoup gegen Acheampong durch Fred Akuffo im Juli 1978 kehrte das Land zurück in den Demokratisierungsprozess und Akuffo entließ Madjitey aus der Haft.
Im Jahr 1978 gehörte er zur verfassunggebenden Kommission, die mit dem Entwurf einer neuen Verfassung für die dritte ghanaische Republik betraut wurde. Als Mitglied der Verfassunggebenden Versammlung setzte er im Jahr 1979 den von ihm mitausgearbeiteten Verfassungsentwurf in Kraft und wurde zu den Parlamentswahlen Gründungsmitglied der Popular Front Party, die bei den Parlamentswahlen 1979 stärkste Oppositionspartei wurde. Nach dem erneuten Militärputsch des Jahres 1981 unter Jerry Rawlings war Madjitey weniger politisch aktiv, trat aber nach der Rückkehr zu demokratischen Verhältnissen sofort als Gründungsmitglied der New Patriotic Party auf. Erst nach dem Tod von Madjitey konnte diese bei den Wahlen 2000 Regierungspartei werden, so dass Madjitey zeit seines Lebens einer der bedeutendsten Oppositionspolitiker Ghanas blieb.

## Ehrungen
- Commander of the Order of the British Empire (CBE), 1960
- Adeyekote (Krieger des königlichen Hauses), wurde ihm durch den Oberhäuptling von Manya Krobo, Oklemekuku Azu Mate-Kole verliehen